# Noyelles-sur-Sambre
Noyelles-sur-Sambre è un comune francese di 327 abitanti situato nel dipartimento del Nord nella regione dell'Alta Francia.
Nel suo territorio comunale scorrono i fiumi Helpe Majeure e Sambre.
A Noyelles-sur-Sambre nacque il pittore Marcel Gromaire.

## Società

### Evoluzione demografica
Abitanti censiti